# Asynarchus impar
Asynarchus impar är en nattsländeart som först beskrevs av Mclachlan 1880.  Asynarchus impar ingår i släktet Asynarchus och familjen husmasknattsländor. Arten är reproducerande i Sverige. Inga underarter finns listade i Catalogue of Life.